# Michael Peraza
Michael Arthur Peraza Jr. (Nueva Orleans, 15 de noviembre de 1955) es un animador, director artístico y artista conceptual cubano-estadounidense.

## Carrera
Peraza ha trabajado para The Walt Disney Company, Fox Features y Warner Bros. Como artista de Disney, participa en eventos especiales como panelista con su esposa y también animadora Patty Peraza, sobre experiencias en el campo del entretenimiento. Recibió el Friz Freleng Lifetime Achievement Award del International Family Film Festival en 2014, y el Disneyana Fan Club Legend Award en 2018. Actualmente, continúa su trabajo con Warner Bros y Disney Television Animation.